# Popina
Popina (cyr. Попина) – wieś w Serbii, w okręgu rasińskim, w gminie Trstenik. W 2011 roku liczyła 332 mieszkańców.